# Irish Masters
Irish Masters - profesjonalny turniej snookerowy. Został utworzony w 1978, jednak turniejem rankingowym został dopiero w sezonie 2002/03.
Do roku 2000 turniej rozgrywano w Goffs (hrabstwo Kildare). W 2001 zakazano firmie Benson & Hedges sponsorowania turnieju, nowym sponsorem został Rząd Irlandii. Od tamtego czasu wydarzenie rozgrywane jest w Saggart (hrabstwo Dublin). 
W 1998 Ken Doherty wygrał turniej, pomimo przegranej w finale 9 do 3, ponieważ u Ronniego O’Sullivana stwierdzono obecność narkotyków w organizmie.
W grudniu 2005 Światowy Związek Snookera, ogłosił, że wydarzenie nie odbędzie się w sezonie 2005/06. Powodem tej decyzji, był brak ugody z The Citywest Hotel i RTÉ na temat daty kiedy ma być rozegrany turniej.

## Zwycięzcy
| Rok                      | Zwycięzca                | Przeciwnik               | Wynik                    | Sezon                    | Przypisy                 |
| Wydarzenie nierankingowe | Wydarzenie nierankingowe | Wydarzenie nierankingowe | Wydarzenie nierankingowe | Wydarzenie nierankingowe | Wydarzenie nierankingowe |
| ------------------------ | ------------------------ | ------------------------ | ------------------------ | ------------------------ | ------------------------ |
| 1978                     | John Spencer             | Doug Mountjoy            | 5 - 3                    | 1977/78                  | [ 1 ]                    |
| 1979                     | Doug Mountjoy            | Ray Reardon              | 6 - 5                    | 1978/79                  | [ 2 ]                    |
| 1980                     | Terry Griffiths          | Doug Mountjoy            | 9 - 8                    | 1979/80                  | [ 3 ]                    |
| 1981                     | Terry Griffiths          | Ray Reardon              | 9 - 7                    | 1980/81                  | [ 4 ]                    |
| 1982                     | Terry Griffiths          | Steve Davis              | 9 - 5                    | 1981/82                  | [ 5 ]                    |
| 1983                     | Steve Davis              | Ray Reardon              | 9 - 2                    | 1982/83                  | [ 6 ]                    |
| 1984                     | Steve Davis              | Terry Griffiths          | 9 - 1                    | 1983/84                  | [ 7 ]                    |
| 1985                     | Jimmy White              | Alex Higgins             | 9 - 5                    | 1984/85                  | [ 8 ]                    |
| 1986                     | Jimmy White              | Willie Thorne            | 9 - 5                    | 1985/86                  | [ 9 ]                    |
| 1987                     | Steve Davis              | Willie Thorne            | 9 - 1                    | 1986/87                  | [ 10 ]                   |
| 1988                     | Steve Davis              | Neal Foulds              | 9 - 4                    | 1987/88                  | [ 11 ]                   |
| 1989                     | Alex Higgins             | Stephen Hendry           | 9 - 8                    | 1988/89                  | [ 12 ]                   |
| 1990                     | Steve Davis              | Dennis Taylor            | 9 - 4                    | 1989/90                  | [ 13 ]                   |
| 1991                     | Steve Davis              | John Parrott             | 9 - 5                    | 1990/91                  | [ 14 ]                   |
| 1992                     | Stephen Hendry           | Ken Doherty              | 9 - 6                    | 1991/92                  | [ 15 ]                   |
| 1993                     | Steve Davis              | Alan McManus             | 9 - 4                    | 1992/93                  | [ 16 ]                   |
| 1994                     | Steve Davis              | Alan McManus             | 9 - 8                    | 1993/94                  | [ 17 ]                   |
| 1995                     | Peter Ebdon              | Stephen Hendry           | 9 - 8                    | 1994/95                  | [ 18 ]                   |
| 1996                     | Darren Morgan            | Steve Davis              | 9 - 8                    | 1995/96                  | [ 19 ]                   |
| 1997                     | Stephen Hendry           | Darren Morgan            | 9 - 8                    | 1996/97                  | [ 20 ]                   |
| 1998                     | Ken Doherty              | Ronnie O’Sullivan        | 3 - 9                    | 1997/98                  | [ 21 ]                   |
| 1999                     | Stephen Hendry           | Stephen Lee              | 9 - 8                    | 1998/99                  | [ 22 ]                   |
| 2000                     | John Higgins             | Stephen Hendry           | 9 - 4                    | 1999/00                  | [ 23 ]                   |
| 2001                     | Ronnie O’Sullivan        | Stephen Hendry           | 9 - 8                    | 2000/01                  | [ 24 ]                   |
| 2002                     | John Higgins             | Peter Ebdon              | 10 - 3                   | 2001/02                  | [ 25 ]                   |
| Wydarzenie rankingowe    |                          |                          |                          |                          |                          |
| 2003                     | Ronnie O’Sullivan        | John Higgins             | 10 - 9                   | 2002/03                  | [ 26 ]                   |
| 2004                     | Peter Ebdon              | Mark King                | 10 - 7                   | 2003/04                  | [ 27 ]                   |
| 2005                     | Ronnie O’Sullivan        | Matthew Stevens          | 10 - 8                   | 2004/05                  | [ 28 ]                   |
| Wydarzenie nierankingowe |                          |                          |                          |                          |                          |
| 2007                     | Ronnie O’Sullivan        | Barry Hawkins            | 9 - 1                    | 2006/07                  | [ 29 ]                   |